# Głuszkowo
Głuszkowo [ɡwuʂˈkɔvɔ] (Holzkathen của Đức) là một khu định cư ở khu hành chính của Gmina widwin, trong quận Świdwin, West Pomeranian Voivodeship, ở phía tây bắc Ba Lan. Nó nằm khoảng 15 kilômét (9 mi) phía tây bắc của Świdwin và 82 km (51 mi) về phía đông bắc của thủ đô khu vực Szczecin.
Khu định cư có dân số 40 người.